# تيم نوكس
تيم نوكس (بالإنجليزية: Tim Knox)‏ هو مؤرخ الفن بريطاني، ولد في 9 أغسطس 1962.